# Eutelsat 36B
Eutelsat 36B (ранее Eutelsat W7) — французский тяжёлый спутник, старт которого состоялся с космодрома Байконур (изначально планировался запуск по программе «Морской старт», что не состоялось ввиду банкротства проекта) 24 ноября 2009 г. Космический аппарат создан для двукратного усиления ресурса Eutelsat в точке 36° в. д., а также чтобы принять на себя нагрузку спутника Eutelsat 16C, коммерческое использование которого запланировано в другой орбитальной позиции.

## Миссия
Передатчики 36B направлены на Европу, Россию, Африку, Ближний Восток и Центральную Азию. Он работает в паре со спутником Eutelsat 36C, уже находящимся в точке 36°E и предоставляющим сервис крупнейшим спутниковым операторам России (Триколор ТВ, НТВ-Плюс) и Африки (Multichoice Africa, hiTV).
Запуск W7 был отложен на несколько месяцев из-за проблем с банкротством Sea Launch, которые привели к тому, что Eutelsat сменил компанию, организатора запуска. Сам по себе борт очень интересен и позволит совместить вещательный и связевой сервис на одном борту и в одной позиции 36°E, к тому же высвободив Sesat, который как известно ранее планировался для перегона в позицию 80°E, для поддержки сервиса с аварийного «Экспресса-АМ2». Будем надеяться, что пуск «Протона» пройдет успешно, так как ситуация с космическим сегментом над пространством России и СНГ напряжена сверх всякой меры, и потеря такого борта просто недопустима.Генеральный директор спутникового оператора «Сетьтелеком» Сергей Пехтерев

## История
20 октября 2009 года — спутник доставлен в Казахстан на аэродром «Юбилейный» самолётом «Руслан».
20 ноября 2009 года — ракета-носитель «Протон-М» с разгонным блоком «Бриз-М» и спутником Eutelsat 36B вывезена на стартовую площадку.
23 ноября 2009 года — запуск космического аппарата отложен. Со стороны Республики Казахстан не выдано своевременного разрешения на запуск российской РН «Протон-М» с КА иностранного заказчика.
24 ноября 2009 года — произведён запуск спутника.
3 января 2010 года — спутник прибыл в позицию 36° в. д.
11 января 2010 года — началось техническое вещание (11862L, 11881L, 11900R, 11919L, 11938R, SR 27500, FEC 3/4).
15 января 2010 года — запуск российского луча.

## Ретранслируемые телеканалы
- Первый канал Грузинского телевидения (линейная поляризация)
- НТВ-Плюс
- ТНТ International